# Angststarre
Als Angststarre bezeichnet man einen besonderen, durch Gefahren- oder Stresssituationen ausgelösten Zustand insbesondere beim Menschen. In der englischsprachigen Fachliteratur wird die Angststarre meist als defensive immobility oder freezing-like behaviour bezeichnet.
In Gefahren- und Stresssituationen wird vom Nebennierenmark das Stresshormon Adrenalin ausgeschüttet. Das Adrenalin erhöht den Herzschlag (Tachykardie), womit die Muskulatur besser mit mehr Sauerstoff versorgt wird, um den Körper auf einen Kampf oder eine Flucht vorzubereiten (fight-or-flight). Dabei werden eine Reihe nicht benötigter Organe und auch Teile des Gehirns in ihrer Funktion heruntergefahren. Erfolgt aber keine Reaktion in Form von Kampf oder Flucht, so kann nach bis zu 15 Sekunden eine Angststarre eintreten, bei der das bedrohte Lebewesen weder fliehen noch kämpfen kann. Es erstarrt sprichwörtlich vor Angst. Dabei sinkt der Herzschlag (Angstbradykardie), die Muskeln versteifen sich und die Kontrolle über die Körperfunktionen lässt signifikant nach. Die Angststarre und die Angstbradykardie werden dabei durch Nervenimpulse ausgelöst. Sie sollen in Gefahrensituationen das Überleben sichern.

## Belege
1. ↑  Tatiana M. Azevedo, Eliane Volchan, Luiz A. Imbiriba, Erika C. Rodrigues, José M. Oliveira, Liliam F. Oliveira, Luiz G. Lutterbach und Claudia D. Vargas: A freezing-like posture to pictures of mutilation. In: Journal of Psychophysiology. Band 42, Nr. 3, 2005, S. 255–260, doi:10.1111/j.1469-8986.2005.00287.x.
Angststarre ist evolutionär bedingt. In: innovations-report.de vom 21. Juni 2005.